# Kerk van Nendorp
De Kerk van Nendorp is de hervomde kerk van Nendorp in de gemeente Jemgum in het Oost-Friese Reiderland en werd als een classicistische bakstenen kerk in 1820 gebouwd.

## Geschiedenis
Nendorp werd rond 1325 voor het eerst als Nyendarp (nieuw dorp) genoemd. De parochie werd tot 1593 vanuit de proosdij Hatzum bediend en behoorde tot het bisdom Münster. In dat jaar is er voor het eerst sprake van een lutherse predikant in Nendorp. Enkele jaren later werd de lutherse predikant uit de kerk gezet en werd de calvinistische leer aangenomen. Rond 1610 begon de bouw van een eerste eigen houten kerk. Uit deze kerk stamt de huidige kansel van 1611. In 1660 volgde de eerste viering van het avondmaal en Nendorp kreeg nu kerkelijke zelfstandigheid, maar bleef nog tot 1683 officieel een filiaalgemeente van Hatzum.
Toen in het pestjaar 1666 vele Oost-Friese kerken zonder predikant kwamen te zitten, werden uit andere gebieden nieuwe dominee's beroepen. Vanuit Nijmegen kwam de onder invloed van de labadisten staande Petrus Dittelbach naar Nendorp, die hier tot 1676 in de gemeente werkte. Hij schreef verschillende geschriften en kwam hiermee in botsing met de Oost-Friese predikanten. In 1676 legde hij zijn ambt in Nendorp neer en vertrok naar het labadisten-klooster in Wieuwerd tussen Leeuwarden en Sneek. Nadat Dittelbach in Wieuwerd met de labadisten in conflict kwam over zaken als het huwelijk en de opvoeding van kinderen, brak hij met de sekte en vertrok hij met zijn gezin naar Amsterdam om daar met zijn geschriften nu de labadisten van kritiek te voorzien. Ook daar zou Dittelbach zich het ongenoegen van de kerkelijke autoriteiten op de hals halen.
In 1754 werd ten westen van het gebouw een gedrongen klokkentoren van baksteen met een kleine dakruiter gebouwd, die oorspronkelijk vrij stond. Direct daarop werd in 1820 de rechthoekige zaalkerk met aan beide de lengtezijden vier rondboogramen gebouwd.

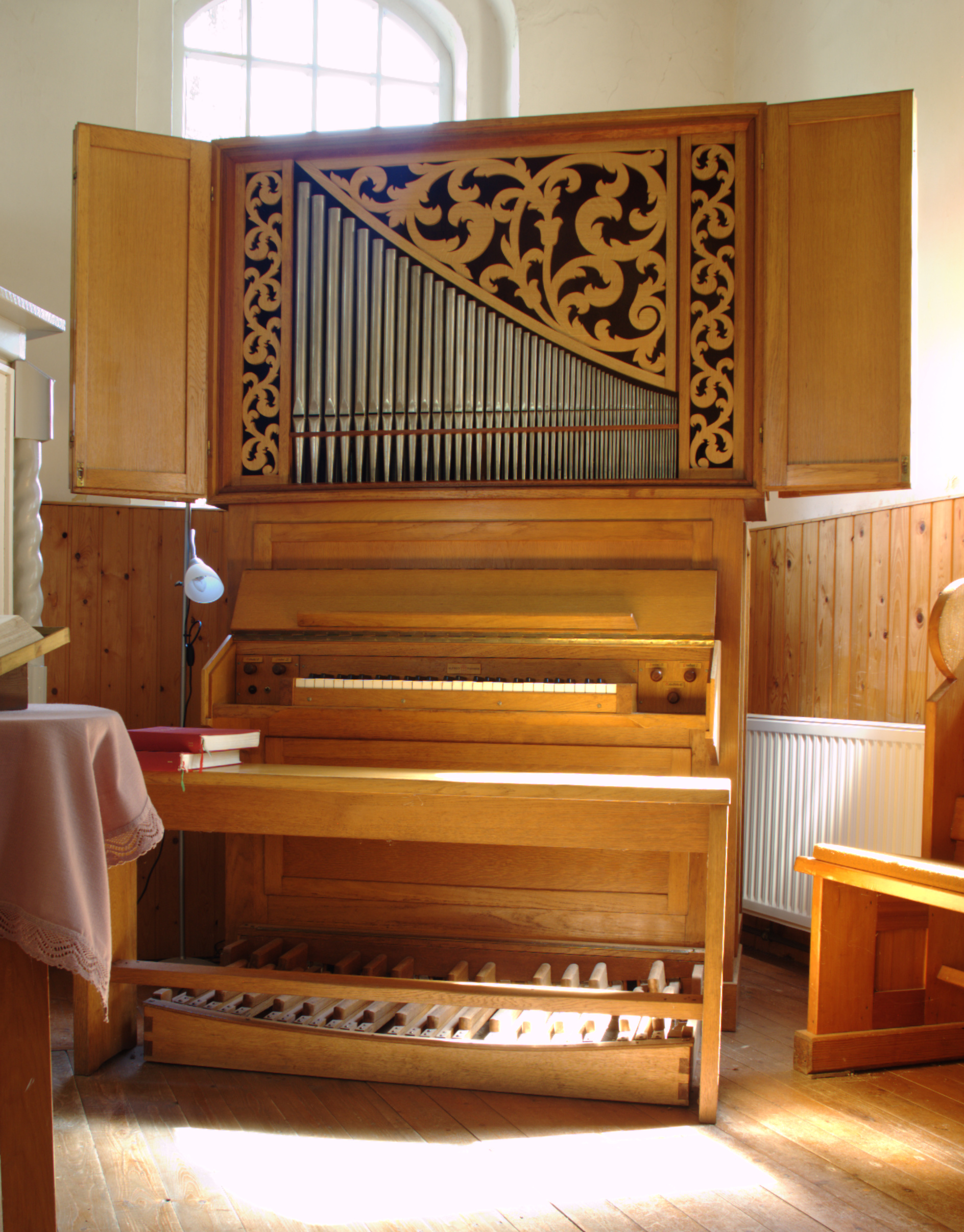
Orgel

## Inventaris
De kansel stamt nog uit de vorige kerk en werd in 1611 gebouwd. Het interieur wordt met een tongewelf overdekt. De enige muurversiering vormt een Bijbelvers: Der Herr ist nahe allen, die ihn anrufen (Psalm 145:18 De Heer is nabij allen, die Hem aanroepen). Tot het vasa sacra worden een beker uit het jaar 1668 gerekend, een broodschaal uit 1811 en een tinnen kan uit 1818. De doopschaal is niet gedateerd. Het orgelpositief werd in 1963 door de orgelbouwfirma Alfred Führer uit Wilhelmshaven gebouwd en bezit vijf registers verdeeld over één manuaal en aangehangen pedaal. In 1998 werd het door de gemeente verworven.